# Bretxa d'energia

Diagrama on es veu la banda prohibida, entre la banda de valència i la banda de conducció.

En la física de l'estat sòlid, una bretxa d'energia és un rang d'energia en un sòlid on no existeixen estats electrònics, és a dir, un rang d'energia on la densitat d'estats s'esvaeix.

Comparació entre materials metalls, semiconductors i aïllants.

Especialment en la física de la matèria condensada, una bretxa d'energia es coneix sovint de manera més abstracta com a bretxa espectral, un terme que no necessita ser específic per als electrons o els sòlids.
Si hi ha una bretxa d'energia a l'estructura de bandes d'un material, s'anomena band gap. Les propietats físiques dels semiconductors estan determinades en gran manera pels seus buits de banda, però també per als aïllants i metalls l'estructura de la banda (i, per tant, qualsevol possible banda buit) governa les seves propietats electròniques.
Per als superconductors, la bretxa d'energia és una regió de densitat d'estats suprimida al voltant de l'energia de Fermi, amb la mida de la bretxa d'energia molt més petita que l'escala d'energia de l'estructura de la banda. La bretxa d'energia superconductora és un aspecte clau en la descripció teòrica de la superconductivitat i, per tant, ocupa un lloc destacat en la teoria BCS. Aquí, la mida de la bretxa d'energia indica el guany d'energia de dos electrons després de la formació d'un parell de Cooper. Si un material superconductor convencional es refreda del seu estat metàl·lic (a temperatures més altes) a l'estat superconductor, aleshores el buit d'energia superconductor està absent per sobre de la temperatura crítica. {\displaystyle T_{\rm {c}}}, comença a obrir-se en entrar a l'estat superconductor a {\displaystyle T_{\rm {c}}}, i creix en refredar-se més. La teoria BCS prediu que la mida {\displaystyle \Delta } de la bretxa d'energia superconductora per als superconductors convencionals a escales de temperatura zero amb la seva temperatura crítica {\displaystyle T_{\rm {c}}}: {\displaystyle \Delta (T=0)=1.764\,k_{\rm {B}}T_{\rm {c}}} (amb constant de Boltzmann {\displaystyle k_{\rm {B}}}).